# Irène Waldspurger
Pour les articles homonymes, voir Waldspurger.
Irène Waldspurger, née en 1989, est une mathématicienne française et chercheuse au Centre de recherche en mathématiques de la décision. Ses recherches portent sur un algorithme pour résoudre les problèmes de phase (en), une classe de problème pertinente pour un grand nombre de techniques d'imagerie utilisées en science et médicament. Elle est également professeure à l'université Paris sciences et lettres.

## Formation et carrière
Irène Waldspurger concoure pour la France aux Olympiades internationales de mathématiques de 2006, remportant une médaille de bronze. Puis elle effectue une classe préparatoire au lycée Louis-le-Grand et majore le concours d'entrée de l'École normale supérieure en 2008,. Elle poursuit ses recherches doctorales à l'École normale supérieure, en travaillant sur les techniques de récupération de phase (en) par transformées en ondelettes sous la direction de Stéphane Mallat, qu'elle achève en 2015. Elle a ensuite rejoint le Massachusetts Institute of Technology pour un stage postdoctoral, avant de revenir en France en 2017 pour rejoindre le Centre national de la recherche scientifique,.

## Prix et distinctions
En 2020, Irène Waldspurger est l'un des professeurs au cours Peccot et lauréate du prix Peccot du Collège de France. La même année, elle remporte la médaille de bronze du CNRS.